# Смерть Лизы Макферсон
Лиза МакФерсон (англ. Lisa McPherson; 10 февраля 1959 — 5 декабря 1995) была членом Церкви саентологии, и погибла в результате тромбоэмболии лёгочной артерии в то время, как находилась под опекой Flag Service Organization, подразделения Церкви саентологии. По заключению судебно-медицинской экспертизы  Лиза стала жертвой причинения смерти по неосторожности, вследствие чего Церкви саентологии были предъявлены сразу два обвинения в уголовных преступлениях: «злоупотребления и/или пренебрежение в отношении недееспособного совершеннолетнего лица» и «оказание медицинских услуг без лицензии».
Однако обвинения против Церкви саентологии были сняты после того, как 13 июня 2000 года судебно-медицинский эксперт переквалифицировал причину, повлёкшую смерть, из «неопределённой» в «случайную». 28 мая 2004 года был улажен гражданский иск, возбуждённый семьёй погибшей против Церкви саентологии.

## Обзор
В 1994 году Лиза Макферсон, ставшая приверженцем саентологии в возрасте 18 лет, переехала из Далласа в Клируотер, штат Флорида, вместе со своим работодателем — принадлежавшим тогда Беннетте Слаутер издательством AMC Publishing, управлявшимся и укомплектовывавшим свой штат преимущественно саентологами. В июне 1995 года организацией Лизе была предписана процедура «краткого самоанализа», в связи с отмечавшейся у неё психоэмоциональной нестабильностью. По завершении указанной процедуры в сентябре было объявлено о достигнутом ею «просветлении».
18 ноября Л. Макферсон оказалась участником незначительного автодорожного происшествия. Первоначально прибывшие к месту происшествия медицинские работники сочли её не нуждающейся в экстренной помощи и способной получать лечение амбулаторно. Однако после того, как она начала снимать свою одежду, сотрудники Скорой помощи решили доставить её в больницу. В какой-то момент она заявила, что сняла одежду с целью медицинского осмотра. Больничный персонал счёл, что Лиза не пострадала, но рекомендовал ей остаться на ночь для динамического наблюдения. После вмешательства прибывших саентологов Лиза отказалась от пребывания и наблюдения в больнице.
Судья округов Пинелас и Паско Фрэнк Кесада заявил:
Лиза Макферсон отказалась от пребывания и наблюдения в больнице, она прямо заявила о желании получить религиозную поддержку от членов своей общины, что совпадало и с их намерениями.
Макферсон была доставлена в помещение местного подразделения Flag Service Organization (FSO) с целью «отдыха и релаксации» (согласно официальным заявлениям Церкви саентологии), но полученные под присягой показания демонстрируют, что Лизе был предписан повторный «краткий самоанализ».
Марк Макгарри, сотрудник Управления прокуратуры штата Флорида, охарактеризовал пребывание Лизы в FSO как «период изоляции»:
Я понимаю теперь, после опроса многих, многих свидетелей, что причиной её пребывания в помещениях Церкви (поправьте меня, если я ошибаюсь) было наличие у неё некоторых психических проблем, и вы, ребята, собирались стабилизировать её состояние путём изоляции. И в период изоляции она собиралась пройти процедуру краткого самоанализа.
Саентологами Л. Макферсон была размещена в коттедже и содержалась там с целью «круглосуточного наблюдения».
Велись подробные записи, фиксировавшие ежедневный уход за Макферсон. Они представляли собой рукописные заметки на обычной белой бумаге. Большинство этих записей сохранилось, но данные последних трёх дней представляют собой краткое резюме выполнявшихся ранее записей, сами же оригинальные записи были разорваны и представлены обрывками. Брайан Дж. Андерсон, тогдашний руководитель Управления церкви по особым поручениям в Клируотере, сообщил под присягой:
Я бегло просмотрел рукописные записи, чтобы оценить, согласуется ли с ними имеющееся резюме, и выбросил письменные доклады в корзину,сохранив отчёт.
Отчёты описывают последние 17 дней жизни Макферсон: она была невменяемой и периодически буйной, ей остригли ногти, чтобы она не могла поцарапать себя или сотрудников, она ушибла свои кулаки и стопы от ударов в стену. У неё отмечалась бессонница, в связи с чем она получала хлоралгидрат. Появились высыпания на коже лица: «Она выглядела больной корью или ветряной оспой». Неоднократно она отказалась от пищи и протеиновых коктейлей, которые ей предлагали сотрудники FSO. 26 и 30 ноября, 3 и 4 декабря персонал пытался насильно кормить её, заметив, что она выплюнула пищу. Она была очень слаба, не вставала и вообще не двигалась в течение нескольких дней. Саентологам, которые сомневались в пользе такого ухода, было сказано «не соваться не в своё дело».
5 декабря 1995 года, сотрудники Церкви саентологии связались с Дэвидом Минкоффом, врачом-саентологом, который дважды назначал Лизе препараты (валиум и хлоралгидрат), не осматривая её. Его также просили назначить Макферсон антибиотик, так как члены FSO подозревали наличие у неё инфекции. Минкофф отказался и заявил, что Макферсон должна быть доставлена в больницу, ему нужно её осмотреть, прежде чем что-либо назначить. Сотрудники Церкви саентологии возражали, выражая опасение, что Макферсон будет начата психиатрическая терапия. Дженис Джонсон сообщила, что у Лизы Макферсон было затруднённое дыхание, она задыхалась во время транспортировки в больницу. Однако по пути было пропущено в общей сложности четыре больницы прежде, чем транспорт прибыл в госпиталь доктора Минкоффа, расположенный в 45 минутах езды к северу от Клируотера. В итоге Лиза была доставлена в лечебное учреждение с неопределяющимися витальными функциями. Экстренные мероприятия, включавшие сердечно-лёгочную реанимацию в течение 20 минут и введение антибиотиков, оказались неэффективными. Была констатирована биологическая смерть.
Саентологи позвонили семье Макферсон, сообщив им, что Лиза умерла вследствие менингита или тромбоэмболии 5 декабря 1995 года в Форте Мюррей во время «отдыха и релаксации». На следующий день было произведено вскрытие. В течение последующего года в средствах массовой информации появились многочисленные спекуляции относительно возможных причин смерти Лизы Макферсон. Общественность отреагировала регулярными пикетами возле офисов саентологических организаций в годовщины её смерти.

## Результаты проведённого расследования
Вскрытие тела Л. Макферсон было произведено 5 декабря 1995 года помощником судебно-медицинского эксперта Робертом Дэвисом. Р. Дэвис не успел завершить свой отчёт о вскрытии, так как вынужден был уйти в отставку. Отчёт о вскрытии был окончен его руководителем судебно-медицинским экспертом Джоан Вуд.
В настоящем отчёте указано, что смерть Макферсон наступила в результате тромбоэмболии левой лёгочной артерии, спровоцированной «постельным режимом и тяжёлым обезвоживанием». Механизм наступления смерти указан как «неопределённый». В отчёте также упоминаются множественные гематомы (кровоподтёки) на теле, ссадина спинки носа, поражения по типу «укусов насекомых» чуть выше правого запястья правой верхней конечности.
21 января 1997 года Д. Вуд стала участницей телевизионной передачи Inside Edition, где заявила, что согласно результатам вскрытия, состояние Макферсон ухудшалось постепенно, она не получала жидкости в течение последних 5-10 суток, имела дефицит веса, на кожном покрове имелись следы укусов тараканов, Лиза находилась в состоянии комы в течение 24-48 часов перед тем, как умерла.
После этого юридическая служба Церкви саентологии возбудила иск в отношении Джоан Вуд с целью получения доступа к материалам вскрытия, включая образцы тканей, органов, крови Макферсон. Юристы Церкви саентологии утверждали, что записи Д. Вуд необходимы для правовой защиты саентологов и не могут от них более скрываться, так как результаты вскрытия стали достоянием репортёров. Ранее Церкви саентологии было отказано в получении данных записей, так как они являлись материалами продолжающегося уголовного расследования.
Редакцией газеты St. Petersburg Times были опрошены пять судебно-медицинских экспертов с целью выяснения их мнения о результатах вскрытия Л. Макферсон. Все опрошенные специалисты выразили своё согласие с выводами, сделанными Джоан Вуд. На это представители Церкви саентологии заявили, что данным пяти докторам был предоставлен для изучения не весь отчёт, а лишь отдельные материалы.